# Distrito de Hualhuas
El distrito de Hualhuas es uno de los veintiocho que conforman la Provincia de Huancayo, ubicada en el Departamento de Junín, bajo la administración del Gobierno Regional de Junín, en el Perú. Limita por el norte con el Distrito de San Pedro de Saño; por el este con el Distrito de El Tambo; por el sur con el Distrito de San Agustín de Cajas; y, por el oeste con el Distrito de Sicaya.
Desde el punto de vista jerárquico de la Iglesia católica forma parte de la Arquidiócesis de Huancayo.

## Toponimia
Se tienen dos posibles orígenes para el nombre del distrito. El primero hace referencia a que en este lugar vivían antiguamente muchos tipos de aves, siendo el de mayor presencia las Huachwuas por existir lagunas o cochas, las que con el transcurrir del tiempo se han secado. El otro es que Hualhuas provendría del hecho de que en el lugar existían gran cantidad de arbustos llamados Huallhua (Colen), un muy buen digestivo y medicinal.

## Historia
Fue creado por Ley N.º 9458 del 13 de diciembre de 1941, en el primer gobierno del Presidente Manuel Prado Ugarteche.

## Geografía
El distrito se encuentra a una altitud de 3280 m s. n. m. y tiene una población aproximada superior a los 3000 habitantes. Su capital es el poblado de Hualhuas.
Su extensión territorial es casi en su totalidad plana con una montaña muy bien pronunciada con ingentes cantidades de producción de eucalipto.
El distrito se divide en cuatro barrios: Misihuaño, Chauca, Mucha Cruz, Cinco Esquinas y dos anexos Veloy y Veliz.

### Clima
El clima es variado, generalmente seco con días de intenso calor envuelto con un cielo azul, y contrariamente con noches frías entre los Meses de abril a septiembre.
Con vientos en el mes de agosto, y la época de lluvias es de octubre a marzo, lo cual se aprovecha para la agricultura con sembríos de maíz, papas, quinua, tarwi, frijoles, arvejas habas, linaza, y en la zona altina ocas, mashua, ollucos, cebada, trigo, así como una variedad de hortalizas como la alcachofa, entre otros productos.

## Autoridades

### Municipales
- 2015-2018[2]
  - Alcalde: Lidio Gamaniel Lázaro Barreto, Movimiento Junín Sostenible con su Gente (JSG).
  - Regidores: Edgar Máximo Laura Asto (JSG), Edu Anderson Meza Requena (JSG), Vilma Doris Sinche Mendoza (JSG), Víctor Ramos Huaroc (JSG), Oscar Bastidas Castro (Acción Popular).
- 2011-2014[3][4]
  - Alcalde: Edden Chipana Turín, Partido Acción Popular (AP).
  - Regidores: Roland Henri Gamarra Salazar (AP), Sonia Luz Cáceres Quispe (AP), Edith Dula Ramos Tupac Yupanqui de Cahuaya (AP), Emilia Agustina Cajamalqui de Ramos (AP), Bevel Oliver Chipana Gamarra (La Carita Feliz).
- 2007-2010
  - Alcalde: Emilio Torres Ramos.

### Policiales
- Comisaría 
  - Comisario: TNTE PNP Alex Ivan FERNANDEZ ZAMORA

### Religiosas
- Arquiiócesis de Huancayo[5]
  - Arzobispo: Mons. Pedro Barrego Jimeno, SJ.
- Parroquia[6]
  - Párroco: Pbro.

## Educación
Cuenta con tres Jardines de Infancia, cuatro Escuelas de nivel Primario, entre privados y estatal y un colegio de educación Secundaria. Así como un Instituto de nivel Superior regentado por la Iglesia de Hualhuas.

## Textil artesanal
Hualhuas es conocido dentro de la provincia como cuna de tejedores y artesanos. Los tejidos hualhuinos son famosos por su calidad y variedad. Lana de alpaca y oveja, así como multicolores diseños son el común denominador de los productos de este pintoresco y acogedor distrito.

## Festividades
Hualhuas celebra con gran pompa sus festividades tradicionales y religiosas. Del mismo modo que en el resto de las provincias de Junín, sus carnavales invitan a toda la población y visitantes a gozar del famoso cortamonte y el baile general.
El fervor religioso se muestra en la celebración en honor al Espíritu Santo, que son celebrados 60 días después del Viernes Santo de cada año, y la festividad en honor a San Roque, Santo Patrono del distrito en el mes de agosto de cada año.
Las danzas típicas que animan sus fiestas son un atractivo que encanta a los visitantes: Los "Avelinos" y la "Chonguinada" tienen mucho tiempo de ser practicados en Hualhuas, siendo parte de la tradición de las familias locales y su descendencia.
Las sociedades de Avelinos San Roque (SASAR) y Auxilios Mutuos (SAAM) animan las fiestas y son infaltable parte del ambiente festivo del distrito.